# Иванов, Анатолий Васильевич (лётчик)
Иванов Анатолий Васильевич (1915—1963) — Герой Советского Союза, заместитель командира эскадрильи 455-го авиационного полка 48-й авиационной дивизии 8-го авиационного корпуса Авиации дальнего действия, капитан (в годы войны).

## Биография
Родился 21 июня 1915 года в городе Новохопёрске ныне Воронежской области в семье рабочего. Русский. Член ВКП(б)/КПСС с 1943 года. В 1933 году окончил 3 курса Воронежского авиационного техникума, в 1936 году — Балашовскую лётную школу Гражданского воздушного флота (ГВФ), прошёл высшую вневойсковую подготовку при этой школе. Работал пилотом ГВФ. В Красной Армии с июля 1941 года. На фронте в Великую Отечественную войну с июля 1941 года.
Заместитель командира эскадрильи 455-го авиаполка (48-я авиадивизия, 8-й авиакорпус, АДД) капитан Иванов А. В. к октябрю 1943 года совершил 192 боевых вылета на бомбардировку военно-промышленных объектов в глубоком тылу противника, железнодорожных станций, скоплений его войск.
Указом Президиума Верховного Совета СССР от 13 марта 1944 года за образцовое выполнение боевых заданий командования и проявленные мужество и героизм в боях с немецко-фашистскими захватчиками капитану Иванову Анатолию Васильевичу присвоено звание Героя Советского Союза с вручением ордена Ленина и медали «Золотая Звезда» (№ 3581).
После войны лётчик продолжал службу в ВВС СССР. В 1952 году он окончил Высшую офицерскую лётно-тактическую школу командиров частей дальней авиации. Командовал авиационным соединением. С 1959 года генерал-майор авиации Иванов А. В. — в отставке. Жил в Москве, где и скончался 3 ноября 1963 года. Похоронен в Москве на Новодевичьем кладбище (участок 8).
Награждён 2 орденами Ленина, 4 орденами Красного Знамени, орденом Отечественной войны 2-й степени, 2 орденами Красной Звезды, медалями.